# Enrique Murciano
Enrique Ricardo Murciano, född 9 juli 1973 i Miami, är en amerikansk skådespelare med kubanskt ursprung. Han är mest känd som Danny Taylor i kriminalserien Brottskod: Försvunnen. Han har även medverkat filmer som Traffic och Black Hawk Down.

## Filmografi
- 1997 – Speed 2: Cruise Control
- 2000 – Traffic
- 2001 – Black Hawk Down
- 2002–2009 – Brottskod: Försvunnen (TV-serie)
- 2005 – Miss Secret Agent 2
- 2005 – The Lost City
- 2014 – Apornas planet: Uppgörelsen
- 2015 – Bloodline (TV-serie)
- 2016 – Skönheten i allt
- 2017 – Rough Night
- 2017 – Bright
- 2020 – The Half of it
- 2023 – The Night Agent (TV-serie)